# Ace Rusevski
Ace Rusevski, född den 30 november 1956 i Kumanovo, dåvarande Jugoslavien, är en jugoslavisk boxare som tog OS-brons i lättviktsboxning 1976 i Montréal. I semifinalen förlorade Rusevski mot Howard Davis Jr. från USA med 0-5.